# گیسوکمند: پیش از تا ابد
گیسوکمند: پیش از تا ابد (به انگلیسی: Tangled: Before Ever After) یک تله‌فیلم پویانمایی دوبعدی موزیکال فانتزی آمریکایی محصول سال ۲۰۱۷ است که توسط انیمیشن تلویزیونی دیزنی تولید شده‌است و برای اولین بار در کانال دیزنی به عنوان یک فیلم اصلی کانال دیزنی به نمایش درآمد. داستان فیلم بین فیلم اصلی گیسوکمند از استودیوی انیمیشن والت دیزنی و فیلم کوتاه گیسوکمند تا ابد اتفاق می‌افتد و به عنوان اولین قسمت اول از مجموعهٔ سه فصلی ماجراجویی راپانزل گیسوکمند عمل می‌کند. کارگردانی آن بر عهده تام کالفیلد و استیون سندووال بوده‌است. این فیلم حول تطبیق‌های راپانزل با زندگی به عنوان یک شاهدخت و بازگشت مرموز موهای طلایی و جادویی ۲۱ متری او می‌باشد.
این فیلم برای اولین بار در ۱۰ مارس ۲۰۱۷ در کانال دیزنی به نمایش درآمد. دو ترانهٔ جدید، «پس از به خوبی و خوشی زندگی‌کردن» و «باد در موهایم» از آلن منکن و گلن اسلیتر هستند که با هم ترانه‌های فیلم اصلی را نوشته بودند. «باد در موهایم» به تم آغازین ماجرای راپانزل گیسوکمند تبدیل شد. مندی مور، زکاری لوی و ام سی گینی به ترتیب نقش خود را از گیسوکمند در نقش راپانزل، یوجین فیتزربرت و کاپیتان گارد بازی می‌کنند. این چهارمین فیلم اصلی انیمیشن کانال دیزنی پس از فیلم کیم پاسیبل: بنابراین درام، فیلم خانوادهٔ مغرور، و فیلم فینیاس و فرب: در سراسر بعد دوم است و اولین فیلمی است که بر اساس یک فیلم استودیوی انیمیشن والت دیزنی ساخته شده‌است.

## داستان
شش ماه پس از وقایع گیسوکمند، راپانزل قرار است شاهدخت رسمی کرونا شود. با این حال، در روز قبل از مراسم تاجگذاری او، راپانزل و یوجین فیتزربرت، سوار بر ماکسیموس و فیدلا، در جنگل در حال مسابقه دادن به دیوار مرزی همراه با گارد سلطنتی در تعقیب هستند. راپانزل اولین کسی است که خود را به دیوار می‌رساند و به بالای آن صعود می‌کند و در طرف دیگر منظره‌ای باشکوه از سرزمین فراتر از پادشاهی را می‌بیند. پس از مدتی نگهبانان می‌آیند و دو نفر را به قلعه اسکورت می‌کنند.
پس از بازگشت به قلعه، کاساندرا منتظر اوست. کاساندرا وظیفهٔ مراقبت از راپانزل و کمک به او را با زندگی به عنوان شاهدخت داده‌است. در حالی که راپانزل خوشحال است که دوباره با پدر و مادرش متحد شده‌است، او در تلاش است تا با زندگی جدید خود سازگار شود. او تمام تلاشش را می‌کند اما احساس می‌کند که با مسئولیت‌هایی که با پرنسس بودن همراه می‌شود غرق شده‌است و همچنین پدرش به دلیل ترس از دست دادن دوبارهٔ او تمایل او برای کشف دنیا را انکار می‌کند. یوجین در آستانه تاجگذاری شجاعت پیدا می‌کند تا از او خواستگاری کند. راپانزل شوکه و خوشحال می‌شود اما با وجود عشقی که به او دارد، آمادگی ازدواج با او را رد می‌کند. کاساندرا در بازگشت به اتاقش معتقد است که راپانزل می‌تواند از زمان استراحت استفاده کند و به او پیشنهاد می‌کند تا او را مخفیانه بیرون بیاورد و او را از دیوار امنیتی کرونا ببرد.
راپانزل و کاساندرا مخفیانه از قلعه خارج می‌شوند و به جنگل می‌روند. کاساندرا راپانزل را به محل قبلی گل درمانی که او و مادرش را نجات داده بود (در گیسوکمند) می‌برد. در جای گل صخره‌های مرموز خار مانندی ظاهر شده و نشکن هستند. در حالی که راپانزل منطقه را بررسی می‌کند، لحظه ای انگشتش را روی یکی از سنگ‌ها می‌گذارد و تحت تأثیر جادو قرار می‌گیرد. بخشی از موهای او شروع به درخشش می‌کند و تعداد بیشتری از سنگ‌های مرموز ناگهان از روی زمین جوانه می‌زنند. راپانزل و کاساندرا فرار می‌کنند و دنباله ای از سنگ‌های جوانه زده تعقیب می‌شوند. وقتی از جنگل فرار می‌کنند، موهای بلوند بلند راپانزل دوباره رشد کرده‌است و راپانزل و کاساندرا نمی‌دانند چرا. با بلند شدن صبح روز تاجگذاری او، راپانزل و کاساندرا یواشکی به قلعه بازمی‌گردند و سعی می‌کنند از شر مو خلاص شوند، اما متوجه می‌شوند که موهای او مانند خارها نشکن است. یوجین مخفیانه وارد اتاق می‌شود و موها را می‌بیند، اما همه آنها می‌دانند که والدین راپانزل نمی‌توانند از این موضوع مطلع شوند. راپانزل برای پنهان کردن آن، کلاه گیس بزرگی می‌پوشد. در حالی که راپانزل با والدینش در حال صرف صبحانه است، چندین دزد دریایی (به دستور لیدی کین مرموز) در سرتاسر پادشاهی مرتکب جنایت می‌شوند تا عمداً دستگیر شوند و به سیاهچال‌ها قلعه برده شوند.
در طول مراسم تاجگذاری راپانزل، خانواده سلطنتی با لیدی کین روبرو می‌شوند که خود را به عنوان یک دوشس ملاقات کننده مبدل کرده و زندانیان را از سیاهچال‌ها آزاد کرده بود. لیدی کین به دنبال انتقام گرفتن از پادشاه فردریک به دلیل زندانی کردن پدرش پس از ربوده شدن راپانزل است، علیرغم اینکه او یک دزد کوچک بود. در حالی که فردریک و بقیه مهمانان سلطنتی در قفسی محبوس هستند، راپانزل موهای طلایی خود را آشکار می‌کند و از آن به عنوان سلاحی برای شکست جنایتکاران با کمک یوجین و کاساندرا استفاده می‌کند. فردریک علیرغم اثبات ارزش خود، در مورد امنیت راپانزل بیش از هر زمان دیگری احساس ناامنی می‌کند و با دانستن حقیقت در مورد فرار دزدانه او، او را ممنوع می‌کند تا دوباره بدون اجازه او از قلعه خارج نشود.
راپانزل که از تصمیم پدرش صدمه دیده، بار دیگر احساس می‌کند در دام افتاده‌است، اما یوجین از راه می‌رسد و به او آرامش می‌دهد و روحیه‌اش را بالا می‌برد. او عذرخواهی می‌کند که او را با پیشنهاد خود در محل قرار داده‌است و راپانزل از واکنش او عذرخواهی می‌کند. یوجین به راپانزل قول می‌دهد که علیرغم اینکه تصمیم او را درک نمی‌کند، رابطه آنها را کند خواهد کرد. پس از رفتن او، راپانزل پیامی را در مجله‌ای که مادرش به او داده بود می‌خواند و الهام می‌گیرد که علی‌رغم موانعی که باید با آن روبرو شود، زندگی‌اش را به بهترین شکل انجام دهد.
مدتی بعد، فردی مرموز با محل گل جادویی روبرو می‌شود که اکنون تعداد بیشتری از سنگ‌ها منطقه را پوشانده‌اند.

## بازیگران
- مندی مور در نقش راپانزل
- زکری لی‌وای در نقش یوجین «فلین رایدر» فیتزربرت
- ایدن اسپینسا در نقش کاساندرا
- جولی بوون در نقش ملکه آریانا
- کلنسی براون در نقش پادشاه فردریک
- جفری تامبر در نقش بینی بزرگ
- شان هایس در نقش پیت گارد
- پل اف. تامپکینز در نقش شورتی
- دایدریچ بیدر در نقش استن گارد
- ام.سی. گینی در نقش کاپیتان گارد
- لائورا بنانتی در نقش لیدی کین
- استیون بلوم در نقش آتیلا باکتهد
- جس هارنل در نقش جیبی
- کوین مایکل ریچاردسون در نقش اوتر
- الن داله در نقش جانشین

شخصیت‌های حیوانی که صحبت نمی‌کنند عبارتند از آفتاب‌پرست حیوان خانگی راپانزل پاسکال، و ماکسیموس، اسب رئیس نگهبان کاخ.

## تولید
در ۳ ژوئن ۲۰۱۵، کانال دیزنی ساخت یک سریال تلویزیونی گیسوکمند را اعلام کرد. در طول اولین نمایش تعویض، یک تریلر از این سریال پخش شد که نشان می‌دهد این سریال بین رویدادهای گیسوکمند و گیسوکمند تا ابد اتفاق می‌افتد و یک فیلم تلویزیونی با عنوان گیسوکمند: پیش از تا ابد قبل از سریال پخش خواهد شد. پایلت آن تریلر راپانزل را نشان می‌داد که موهای ۲۱ متری‌اش دوباره به‌طور مرموزی رشد می‌کند. همچنین شخصیت جدیدی به نام کاساندرا را معرفی کرد.

## بازخورد
امی رتکلیف از آی‌جی‌ان، حس جذابیت، سرگرمی، لذت و سرگرمی فیلم را ستود و در نهایت به آن رتبهٔ ۸٫۳ از ۱۰ داد. لوک بونانو از دی‌وی‌دی‌دیزی نوشت، اگر بیننده انتظار داشته باشد که یک سریال تلویزیونی به جای دنباله‌ای کامل برای گیسوکمند ببیند، این فیلم «کوچک اما منحرف‌کننده» را محصولی ارزشمند می‌داند. کامن سنس مدیا به این فیلم امتیاز ۴/۵ ستاره داد و منتقد امیلی اشبی فیلم را «لذت‌بخش» و «دلشاد کننده» خواند. او همچنین راپانزل را «قهرمانی طراوت‌بخش برای کودکان» خواند که به بینندگان یادآوری می‌کند که انتخاب‌ها «عواقبی برای افراد دیگر» دارند. ال‌آرام این فیلم را پسندید و آن را «زیبا» توصیف کرد و در عین حال اظهار داشت که هدف آن بینندگان جوان تر است، حتی اگر همه می‌توانند از آن لذت ببرند. او همچنین با وجود تمجید از «رنگ‌های روشن و طرح‌های سرگرم‌کننده» انیمیشن، از شرورهای داستان به دلیل توسعه‌نیافتگی انتقاد کرد. در همان زمان، لنا ویلسون از اسکرین رنت سبک انیمیشن را در مقایسه با فیلم اصلی ناخوشایند یافت، اگرچه او اظهار داشت که این فیلم «راهی سرگرم‌کننده» را برای بازگشت به دنیای راپانزل ارائه می‌کند. این فیلم در شب اکرانش تقریباً ۲٫۹ میلیون بیننده را تماشا کردند که شامل زنان بیشتر از مردان بین ۱۸ تا ۴۹ سال بود.

### جوایز و نامزدها
| سال  | جایزه     | رده                                                           | نامزد                   | نتیجه    | منبع   |
| ---- | --------- | ------------------------------------------------------------- | ----------------------- | -------- | ------ |
| ۲۰۱۸ | جوایز آنی | بهترین انیمیشن تولید ویژه                                     | انیمیشن تلویزیونی دیزنی | نامزدشده |        |
| ۲۰۱۸ | جوایز آنی | دستاورد برجسته برای طراحی شخصیت در تولید تلویزیون/پخش انیمیشن | شین پریگمور             | نامزدشده | [ ۱۳ ] |
| ۲۰۱۸ | جوایز آنی | دستاورد برجسته برای طراحی شخصیت در تولید تلویزیون/پخش انیمیشن | بابی پونتیلاس           | نامزدشده | [ ۱۳ ] |
| ۲۰۱۸ | جوایز آنی | دستاورد برجسته برای طراحی شخصیت در تولید تلویزیون/پخش انیمیشن | تیلور کراهنبول          | نامزدشده | [ ۱۳ ] |
| ۲۰۱۸ | جوایز آنی | دستاورد برجسته برای طراحی شخصیت در تولید تلویزیون/پخش انیمیشن | بینی مایومی             | نامزدشده | [ ۱۳ ] |
| ۲۰۱۸ | جوایز آنی | دستاورد برجسته برای کارگردانی در تولید تلویزیون/پخش انیمیشن   | تام کالفیلد             | نامزدشده | [ ۱۴ ] |
| ۲۰۱۸ | جوایز آنی | دستاورد برجسته برای کارگردانی در تولید تلویزیون/پخش انیمیشن   | استفان سندووال          | نامزدشده | [ ۱۴ ] |